# 三升家小勝 (6代目)
六代目 三升家 小勝（みますや こかつ、1908年8月3日 - 1971年12月29日）は、東京出身の落語家。本名は吉田 邦重。生前は落語協会所属。出囃子は『井出の山吹』。
通称「右女助の小勝」「糀谷の師匠」。妻は日本舞踊の花柳一衛。

## 来歴・人物
神田錦町の電機学校（現在の東京電機大学）卒業後、東京市水道局（現在の東京都水道局）に勤務し金町浄水場の技師を務める。当時の落語家の中では珍しいインテリ出身であり、協会の幹部候補だった。
1930年3月、叔父の友人「中村さん」の紹介で、曲芸の春本助次郎を通じて8代目桂文楽に入門。文楽の「文」と中村の「中」から一字ずつ取って「桂文中」と名乗り、常磐亭で初高座。1931年3月、「桂文七」で二つ目に昇進する。1936年5月にキングレコード専属となり、最初の吹き込みレコードを発売。このレコードに収録された自作の新作落語『水道のホース屋（のちの『水道のゴム屋』）』がヒットする。1937年（昭和12年）5月、「2代目桂右女助」を襲名、真打昇進。明るくスマートな芸風で、高座でもレコードでも人気を博す。
太平洋戦争中2度応召し、寄席の高座やレコードの吹き込みも中断された。戦後も新作落語を高座にかける一方、古典落語にも力を入れ、3代目三遊亭金馬、2代目三遊亭円歌と並んで「両刀使い」と称された。
1956年3月、「6代目三升家小勝」を襲名。襲名披露興行中の1956年4月、右手にしびれを感じて軽い脳溢血に陥る。東宝演芸場での襲名披露には半分の日程を残して出演できなくなり、落語家として致命傷というべき言語障害に苦しむ。必死のリハビリの末、同年6月に高座復帰するも、右女助時代の気力と体力を取り戻すことはできなかった。1966年に再び倒れ療養生活に入り、師匠・文楽が1971年12月12日に没してから17日後の同月29日、死去。63歳没。墓所は谷中佛心寺。戒名は「慈観院楽説日勝居士」。
生前は、坊野寿山を師匠とする落語家の川柳の会「鹿連会」にも参加していた。
叉甥に俳優・歌手の真人大樹がいる。

## 芸歴
- 1931年3月 - 八代目桂文楽に入門、「文中」を名乗る。
- 1932年3月 - 二ツ目昇進、「文七」に改名。
- 1937年5月 - 真打昇進、「二代目桂右女助」を襲名。
- 1956年3月 - 「六代目三升家小勝」を襲名。
- 1971年12月 - 死去。

## 主な演目

### 新作落語
- 水道のゴム屋 - 水道局技師時代の体験を物語に組み込んだ噺。
- かばん
- 妻の釣り
- 操縦日記
- 女中志願
- 金言みくじ
- 俳句会
- 二人酒
- 犬ひろい

### 古典落語
- 熊の皮
- 初天神
- 壺算
- 花見小僧
- 真田小僧
- 二番煎じ
- 明烏
- 佐々木政談
- お茶汲み
- 権兵衛狸
- 寄合酒
- 味噌豆

## 弟子
- 三升家勝太郎 - 一門を転々とし小勝一門へ移籍
- 桂右喜松 - 四代目鈴々舎馬風門下から移籍、のちに服毒自殺[2]。

### 移籍
- 三升家勝彌 - 三代目三遊亭圓歌一門へ
- 三升家勝二 - 初代林家三平一門へ
- 三升家勝松 - 七代目立川談志一門へ
- 三升家勝丸 - 初代林家三平一門で漫才転向

## 音源
- 落語特選12 六代目 三升家 小勝（VDR-21012、廃盤）ゴム屋、壺算、熊の皮、初天神
- NHK落語名人選97 六代目 三升家 小勝 （POCN-1141）二人酒・命
- ビクター落語 六代目 三升家小勝（日本伝統文化振興財団、VZCG692）水道のゴム屋・三国志・近江八景
- ビクター落語 六代目 三升家小勝2（日本伝統文化振興財団、VZCG693）真田小僧・初天神・権兵衛狸・味噌豆・花見小僧
- ビクター落語 六代目 三升家小勝3（日本伝統文化振興財団、VZCG694）佐々木政談・壺算・お茶汲み
- ビクター落語 六代目 三升家小勝4（日本伝統文化振興財団、VZCG695）操縦日記・妻の釣・未練の夫婦・熊の皮
- 落語研究会 特選名演集（ソニー・ミュージックダイレクト）1966年収録の二番煎じの映像を収録